# إستي غينسبورغ
استير دافنا «إستي» غينسبورغ-كيزمان (بالعبرية:אסתי גינזבורג؛ ولدت في 6 مارس 1990) عارضة أزياء وممثلة إسرائيلية، ظهرت في عدة حملات دعائية للعلامات التجارية مثل تومي هيلفيغر، بربري، فوك، بول أند بير، وكاسترو.

## مسيرتها المهنية
ولدت إستي عام 1990، متزوجة وتقطن في تل أبيب. ظهرت حينما كانت طفلة، 8 سنوات، في حملة دعائية لشركة «تنوفا» الإسرائيلية. ومنذ بلغت ال14 عاما وهي في مجال الأزياء، تعمل عارضة لشرك إسرائيلية وعالمية كبرى.

## روابط خارجية
- إستي غينسبورغ على موقع IMDb (الإنجليزية)
- إستي غينسبورغ على موقع ألو سيني (الفرنسية)
- إستي غينسبورغ على موقع أول موفي (الإنجليزية)
- إستي غينسبورغ على موقع قاعدة بيانات الفيلم (الإنجليزية)
- إستي غينسبورغ على موقع كينوبويسك (الروسية)
- إستي غينسبورغ على موقع دليل عارضات الأزياء (الإنجليزية)
- إستي غينسبورغ في موديلز.كوم
- Ginzburg in the 2009 Sports Illustrated Swimsuit Issue
- Ginzburg Official Sports Illustrated YouTube Channel